# ناحیه الوود، شهرستان ایتوسکا، مینه‌سوتا
شهرستان الوود، بخش ایتوسکا، مینه‌سوتا (به انگلیسی: Alvwood Township, Itasca County, Minnesota) یک منطقهٔ مسکونی در ایالات متحده آمریکا است که در مینه‌سوتا واقع شده‌است.

## خصوصیات
شهرستان الوود ۹۱٫۹ کیلومترمربع مساحت و ۴۲ نفر جمعیت دارد و ۴۱۸ متر بالاتر از سطح دریا واقع شده‌است.